# Deutsche Schule Prag
Die Deutsche Schule Prag (DSP) ist eine Deutsche Auslandsschule im Stadtteil Jinonice in der tschechischen Hauptstadt Prag.

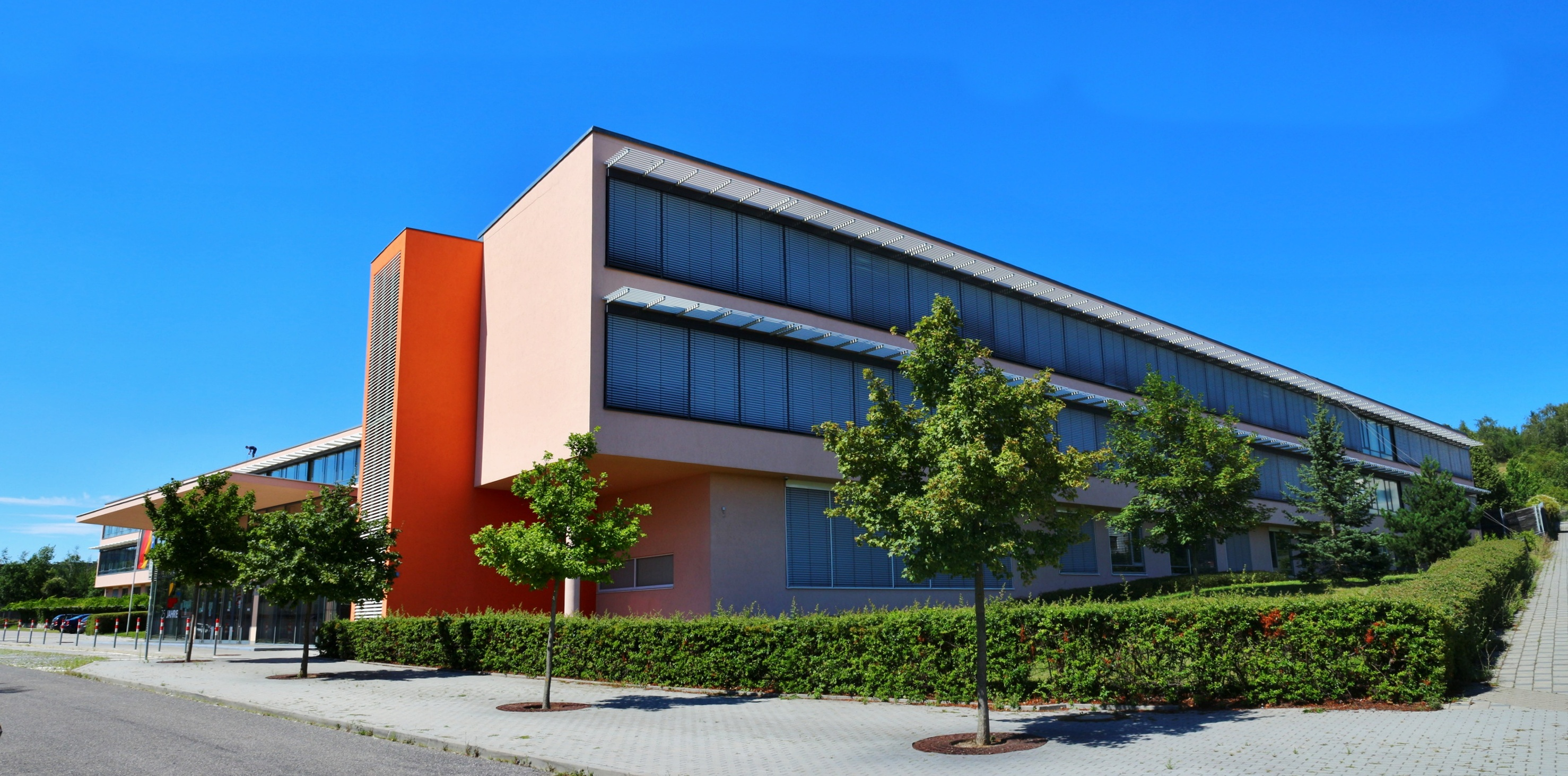
Fassade

## Geschichte
Die Deutsche Schule Prag wurde 1989 als „Auslandsschule der DDR“ gegründet und durch das Ministerium für Volksbildung der Deutschen Demokratischen Republik finanziert. Am 4. Oktober 1990 übernahm die Bundesrepublik Deutschland die Trägerschaft und änderte den Namen in „Deutsche Schule Prag“. Heute ist die Schule eine Privatschule, Schulträger ist der Verein „Bürgervereinigung für die Gründung und Förderung der Deutschen Schule in Prag“. Sie wurde bereits mehrfach von der Zentralstelle für das Auslandsschulwesen mit dem Prädikat Exzellente Deutsche Auslandsschule ausgezeichnet.
Zunächst befand sich das Schulgebäude im Prager Stadtteil Řepy, aus Platzgründen zog die DSP jedoch 2004 in den Stadtteil Jinonice um. Der dortige Campus umfasst den Kindergarten, die Grundschule und das Gymnasium. Das einstöckige Kindergartengebäude wurde 2024 abgerissen und wird bis 2026 durch einen mehrstöckigen Neubau für Kindergarten und Grundschule ersetzt.

## Aufbau
Während die Schule zu Beginn lediglich 26 Schüler hatte, stieg deren Zahl bis 1992/93 auf 120. Gegenwärtig wird die Schule von 485 Schülern besucht. Sie ist in einen Kindergarten, eine Grundschule bis Klasse vier und ein Gymnasium ab Klasse fünf gegliedert. Sowohl die Grundschule als auch das Gymnasium sind auch als tschechische Schulen akkreditiert und nehmen nicht-deutschsprachige Schüler auf. Tschechische Schüler treten nach einer Aufnahmeprüfung und dem fakultativen Besuch des Deutsch-Vorkurses ein Jahr zuvor ab Klasse sechs in die Begegnungsschule ein. Das Gymnasium kann bis zur 12. Jahrgangsstufe besucht werden und bietet als Bildungsabschluss die tschechische Matura sowie das Deutsche Internationale Abitur.

## Architektur
Das heutige Schulgebäude wurde 2004 nach Plänen der Eichstätter Architekten Diezinger und Kramer errichtet.

## Schulfest der DSP
Zu Schuljahresbeginn im September findet seit 2010 jedes Jahr ein Schulfest statt. Anfänglich war das Fest an das Oktoberfest in München angelehnt. 